# David Deutsch
David Elieser Deutsch (ur. 1953 w Hajfie, Izrael) – brytyjski fizyk związany z Uniwersytetem Oksfordzkim, członek Towarzystwa Królewskiego w Londynie (ang. Royal Society). Laureat szeregu nagród naukowych, ustępujących prestiżem głównie Nagrodzie Nobla.
Deutsch to pionier informatyki kwantowej jako autor pierwszego algorytmu kwantowego. Zwolennik i propagator teorii światów równoległych będącej jedną ze znanych interpretacji mechaniki kwantowej, autor książek popularnonaukowych i filozoficznych.

## Nagrody
- 1998: Medal Diraca (IOP);
- 2017: Medal Diraca (ICTP)[3];
- 2021: Medal Isaaca Newtona;
- 2023: Nagroda Fizyki Fundamentalnej.

## Książki
- The Fabric of Reality;
  - 2006: Struktura rzeczywistości, tłum. Jerzy Kowalski-Glikman, Prószyński Media, ISBN 83-7469-412-2.